# صناعة المواد المتقدمة في الصين
كجزء مهم من استراتيجية التنمية المستدامة الوطنية ، فإن تطوير المواد المتقدمة يعزز الطبيعة التنافسية والحالة الفنية للصناعة الصينية (بالإنجليزية: Advanced materials industry in China)‏. وضعت الصين المواد المتقدمة على رأس أجندة التنمية الخاصة بها للعقد المقبل وأدرجتها ضمن قطاعات الصناعة التكنولوجية المتقدمة الرئيسية التي سيعطيها مجلس الدولة الأولوية للتنمية. في الوقت الحاضر، تتسارع وتيرة بناء صناعة المواد المتقدمة في الصين. كانت المواد المتقدمة مجالات رئيسية في نظام البحث والتطوير الوطني في الصين (البرنامج الوطني للبحث والتطوير في التكنولوجيا العالية (برنامج 863) والبرنامج الوطني للبحوث الأساسية (برنامج 973)).

## قادة البحث والتطوير
- معهد شنغهاي للسيراميك - الأكاديمية الصينية للعلوم
- مختبر الدولة الرئيسي للسيراميك عالي الأداء والبنى الدقيقة فائقة الدقة
- المركز الوطني لبحوث الهندسة للمواد الحيوية
- المركز الوطني لتكنولوجيا هندسة السيراميك الصناعي
- مختبر مفتاح الدولة للسيراميك الجديد والمعالجة الدقيقة

## القادة المحليون
- شركة دونغشين للأختام المحدودة
- شركة Zibo HuaChuang Fine Ceramics Co., Ltd
- شركة شنتشن أوبسيرا المحدودة
- مصنع ييشينغ للآلات الكيميائية غير المعدنية
- شركة سينوما للمواد المتقدمة المحدودة
- مؤسس شركة بكين تسينغهوا يونيسبليندر المحدودة للسيراميك عالي التقنية
- شركة بكين تريند أوفو للسيراميك الفاخر المحدودة
- شركة إيليت سيراميك (بكين) المحدودة
- شركة شنيانغ ستارلايت للسيراميك المتقدم المحدودة
- Fenghua Feigu Kaiheng Seal Technologies Co., Ltd.
- شركة لويانغ للعلوم والتكنولوجيا المحدودة
- شركة ييشينغ هالدينوانجر للسيراميك الفاخر المحدودة
- شركة شاندونغ الشرق الأقصى للمواد التكنولوجية العالية المحدودة
- شركة زيبو جي تي للسيراميك الصناعي المحدودة
- شركة ووشي موراتا للإلكترونيات المحدودة
- شركة قوانغدونغ جين جانج للمواد الجديدة المحدودة
- شركة داليان دايو للسيراميك المتقدم المحدودة
- شركة فنغهوا للتكنولوجيا المتقدمة (القابضة) المحدودة
- شركة تشجيانغ جياكانغ للإلكترونيات المحدودة
- جيانغسو جيانغجيا للإلكترونيات المحدودة
- شركة جيانغسو باوتونغ للإلكترونيات والتكنولوجيا المحدودة
- شركة تشنغدو هونغمينغ للإلكترونيات المحدودة
- شركة تشجيانغ تشنغيوان الكهربائية المحدودة
- تشاوتشو ذات الثلاث دوائر
- شركة لياتك للسيراميك الفاخر (كونشان) المحدودة
- شركة شنغهاي بيو-لو للمواد الحيوية المحدودة
- المركز الوطني لبحوث الهندسة للمواد الحيوية
- شركة هونان جونجتشوانغ للمواد الحيوية الوظيفية المحدودة
- شركة ووهان هواوي لتطوير هندسة المواد الحيوية المحدودة

## القادة الدوليين
- شركة سان جوبان زيربرو (هاندان) المحدودة
- شركة شنغهاي نيسيرا لأجهزة الاستشعار المحدودة
- شركة شنغهاي كيوسيرا للإلكترونيات المحدودة
- شركة ويفانغ هوامي للسيراميك الفاخر المحدودة
- شركة FCT (تانغشان) الألمانية للسيراميك التقني المحدودة
- شركة كورنينج شنغهاي المحدودة